# Serp llop de taques grogues
La serp llop de taques grogues (Lycodon flavomaculatus), és una espècie de serp del gènere Lycodon, de la família dels colúbrids, que és originària de l'Índia.